# Claudia Shear
Claudia Shear (Brooklyn, 12 settembre 1962) è un'attrice e drammaturga statunitense, attiva in campo teatrale, televisivo e cinematografico.
È nota soprattutto per aver scritto la pièce Dirty Blonde, sulla vita di Mae West, che valse alla Shear una candidatura al Tony Award alla migliore opera teatrale e al Tony Award alla miglior attrice protagonista in un'opera teatrale quando l'opera debuttò a Broadway nel 2000.
È sposata con Harry More Gordon dal 2004.

## Filmografia

### Cinema
- Può succedere anche a te (It Could Happen to You), regia di Andrew Bergman (1994)
- Kiss (Living Out Loud), regia di Richard LaGravenese (1998)

### Televisione
- Friends - serie TV, 1 episodio (1995)
- Law & Order - I due volti della giustizia - serie TV, 1 episodio (2008)